# The Dagger of Amon Ra
Laura Bow in: The Dagger of Amon Ra (lub zwana krócej The Dagger of Amon Ra) – gra przygodowa wydana przez Sierra On-Line w 1992. Gra stanowi, po The Colonel’s Bequest, drugą część przygód Laury Bow - studentki, początkującej dziennikarki. Gra pracuje w 256 kolorach i została wyposażona w interfejs "point-and-click" na silniku Sierra’s Creative Interpreter (SCI1.1). W specjalnej edycji CD gra posiada mówione dialogi.

## Fabuła
Akcja gry przenosi gracza w lata 20. XX wieku i dotyczy okresu fascynacji egiptoznawstwem. Laura Bow przyjeżdża do Nowego Jorku, aby rozpocząć pracę w lokalnej gazecie. Jej pierwszym zadaniem jest napisać notatkę z egipskiem wystawy, która znajduje się w miejskim muzeum. Podczas inauguracyjnego bankietu zostaje popełnione morderstwo. Wszyscy przybyli są podejrzanymi i nie mogą opuszczać budynku do momentu wyjaśnienia sprawy. Tymczasem padają kolejne ofiary, eliminując raz za razem kolejnych podejrzanych. Laura musi zdążyć znaleźć obciążające dowody i wskazać mordercę zanim ten ucieknie lub ją zabije.